# Nikola Corporation
Die Nikola Corporation (bis 2020 Nikola Motor Company, auch Nikola Motors genannt) war ein börsennotierter Hersteller von hybriden Lastkraftwagen. Das Unternehmen wurde in Salt Lake City (Utah) im Jahr 2014 gegründet und hatte seit 2018 seinen Sitz in Phoenix (Arizona).
Es meldete im Februar 2025 Insolvenz an. Die Insolvenzmasse erwarb der US-Elektroautohersteller Lucid.

## Geschichte
Die Nikola Motor Company wurde 2014 von Trevor Milton gegründet.
Der Name ist eine Anspielung an den Elektroautohersteller Tesla (und dessen Namensgeber Nikola Tesla). Zusammen mit dem norwegischen Unternehmen Nel Hydrogen plante Nikola Motors den Aufbau eines Netzes von Wasserstofftankstellen in den USA. Nel gab im September 2018 eine Investition von 5 Millionen US-Dollar in Nikola bekannt. Mit einer Bestellung von 800 Lastkraftwagen zählte die Brauerei Anheuser-Busch, zu der die Marke Budweiser gehört, zu den ersten Großkunden von Nikola. Insgesamt sollen über 14.000 Vorbestellungen für Lastkraftwagen des Unternehmens vorliegen (Stand September 2019). Seit dem 29. Juni 2020 waren Bestellungen für den Pickup-Truck Badger möglich. Im September 2019 wurde bekannt gegeben, dass CNH Industrial mit 250 Millionen US-Dollar, sowie der deutsche Automobilzulieferer Bosch und die südkoreanische Hanwha Group jeweils mit über 100 Millionen US-Dollar an Nikola Motors beteiligt sind. CNH liefert zudem Antriebskomponenten für den Bau der Zugmaschinen. Bosch wollte ab 2022 Brennstoffzellen für Fahrzeuge von Nikola Motors liefern, die unter Lizenz von PowerCell gefertigt werden sollten. Weitere Anteilseigner sind die Beteiligungsgesellschaft ValueAct Capital aus San Francisco und Worthington Industries aus Columbus (Ohio).
Im März 2020 gab Nikola bekannt, dass das Unternehmen mit VectoIQ, einer sogenannten SPAC (Börsenmantel mit liquiden Mitteln), fusionieren werde, um dadurch eine Börsennotierung zu erhalten; die durch die Fusion erhaltenen Mittel sollten zudem die Produktion finanzieren. Des Weiteren werde Nikola den Grundstein für seine Produktionsanlage in Coolidge, Arizona, legen und eine Wasserstofftankstellen-Infrastruktur aufbauen.
Ab Anfang Juni 2020 wurden die Aktien des Unternehmens an der Nasdaq unter dem Tickersymbol NKLA (WKN: A2P4A9) gehandelt.
Mit dem Börsengang wechselte der bisherige CEO Trevor Milton in die Rolle des Executive Chairman; Mark Russell wurde CEO.
Als Folge von Kritik an irreführender Unternehmenskommunikation trat Trevor Milton im September 2020 zurück; sein Nachfolger wurde der ehemalige GM-Manager Stephen Gersky.
Im September 2020 gab General Motors eine strategische Zusammenarbeit mit Nikola bekannt. GM erhielt 11 % Anteile für Sachleistungen in Wert von zwei Mrd. US-Dollar. In diesem Rahmen sollte GM den Badger für Nikola bauen.
Ende November 2020 wurde bekannt, dass die geplante Allianz zwischen GM und Nikola nicht zustande kommen wird. Lediglich eine unverbindliche Absichtserklärung zur Bereitstellung des Brennstoffzellensystems Hydrotec von GM für Nikolas geplante LKW-Produktion konnte beschlossen werden.
Am 19. Februar 2025 beantragte das Unternehmen Gläubigerschutz nach Chapter 11.

## Kritik
Anfang September 2020 veröffentlichte der Leerverkäufer Hindenburg Research eine Analyse, in der Nikola und dessen Management der Lüge und des Betrugs bezichtigt wurden.
Unter anderem habe das Unternehmen außer Fahrzeugkonzepten keine funktionsfähigen Prototypen vorzuweisen. Ein Video des Unternehmens aus dem Jahr 2017, das den Sattelschlepper Nikola One während der Fahrt zeigt, sei gefilmt worden, während der Sattelzug ohne eigenen Antrieb einen Hügel hinunterrollte.
Aussagen Nikolas zum Entwicklungsfortschritt und Behauptungen bezüglich großer Photovoltaikanlagen und eigener Erdgasquellen im Besitz des Unternehmens wurden, unter anderem unter Berufung auf Insider, angezweifelt. Hindenburg Research betonte weiterhin, dass das Logistikunternehmen U.S. Xpress, das für Fahrzeugreservierungen im Wert von 3,5 Milliarden Dollar stand, im letzten Quartal vor der Untersuchung nur einen Kassenbestand von 1,3 Millionen Dollar vorzuweisen hatte.
Am Tag nach der Veröffentlichung des Berichts sank der Börsenwert Nikolas um bis zu 27 %. Die offizielle Antwort Nikolas auf die Vorwürfe sorgte nur für eine geringe Erholung des Aktienkurses. Unter anderem erklärte das Unternehmen, man habe nie behauptet, dass sich der Nikola One in dem angeführten Video aus eigener Kraft fortbewegt hätte. Mehrere Anschuldigungen wurden nicht entkräftet und als „nicht relevant“ bezeichnet; dennoch trat Trevor Milton kurz darauf zurück.
Gegen den zurückgetretenen Gründer Milton, der zu dem Zeitpunkt noch 20 % der Anteile hielt, wurde im Sommer 2021 ein Strafverfahren wegen Betruges eingeleitet, Nikola distanzierte sich von diesem Verfahren, es wäre alleine gegen Milton gerichtet. Im Dezember 2021 einigte sich das Unternehmen in einem Vergleich mit der US-Börsenaufsichtsbehörde SEC auf Strafzahlungen von insgesamt 125 Mio. US-Dollar.
Im Dezember 2023 wurde Milton zu vier Jahren Gefängnis und einer Geldstrafe verurteilt.

## Modelle
- Nikola Zero: Der Nikola Zero war ein buggyähnlicher Prototyp eines sogenannten Utility Task Vehicles, mit einer Batterie mit 72 oder 107 kWh.

- Nikola One: Vorgestellt wurde der Nikola One am 1. Dezember 2016. Es wurde behauptet, dass es ein Elektrolastkraftwagen mit einem großen Wasserstofftank hinter der Fahrerkabine und einer Brennstoffzelle sei. Der Lastkraftwagen konnte jedoch nicht selbst angetrieben fahren[32]. Die aus der Verstromung des Wasserstoffs in der Brennstoffzelle gewonnene elektrische Energie sollte beim Fahren des Trucks die Batterie laden, und laut dem CEO der Nikola Motor Company, Trevor Milton, betrug damit die Reichweite des Trucks rund 1.930 km (ca. 1.200 Meilen). Die Batterie sollte eine Kapazität von 320 kWh haben und vier Elektromotoren versorgen, die 745 kW (1.000 PS) leisten.[33][34]

- Nikola Two: Der Nikola Two war ein weiteres angekündigtes Modell von Nikola, das dem Nikola One in technischer Sicht sehr ähnlich sein sollte, der Hauptunterschied war ein deutlich kleineres Fahrerhaus.[35]

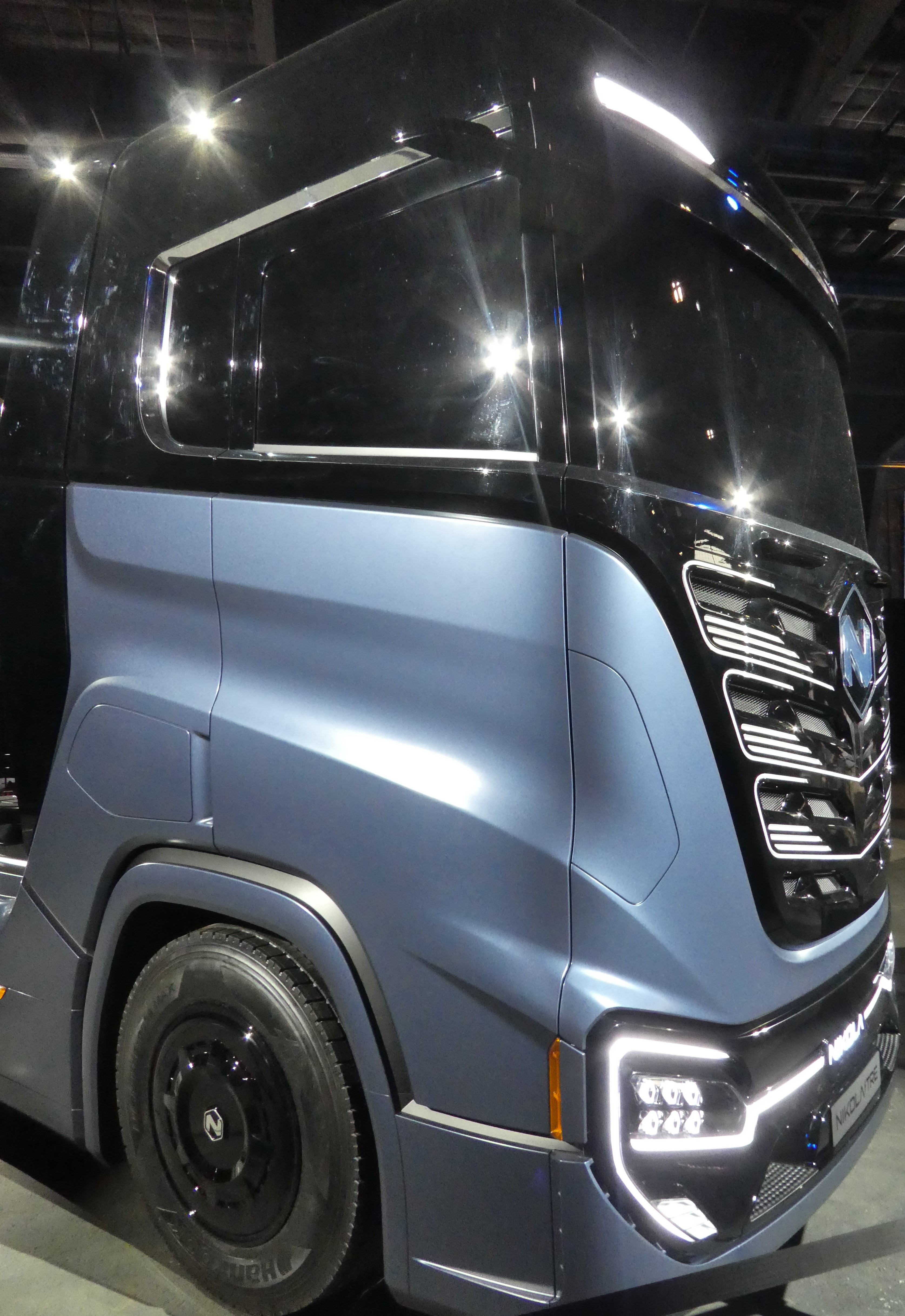
Nikola Tre (Seite)

- Nikola Tre: Im November 2018 wurde der Nikola Tre (italienisch für „drei“) angekündigt. Dieser Elektrolastkraftwagen basiert auf der europäischen Sattelzugmaschine Iveco S-Way[36] die in Madrid gefertigt wird. Eine Vorserie von 40 Exemplaren der rein batterieelektrischen Variante Tre BEV wurde durch das Joint Venture von Nikola und CNH Industrial, dem Mutterkonzern der Marke Iveco, 2021 am Standort Ulm[37] produziert und erste Exemplare Ende 2021 ausgeliefert[38], unter anderen an den Hafen von Long Beach. Anfang 2022 wurden die letzten 10[39] Fahrzeuge der Vorserie im US-Werk in Coolidge fertiggestellt, und im April die ersten 11 Serienexemplare an Händler ausgeliefert. Die zusätzlich mit Wasserstoff-Brennstoffzelle betriebene Version Tre FCEV wurde erprobt und sollte ab 2023 ausgeliefert werden.

- Nikola Badger: Im Februar 2020 wurde der Pick-up Nikola Badger (englisch für Dachs) angekündigt. Dieser sollte mit einer Batteriekapazität von 160 kWh ausgestattet sein sowie mit einer Brennstoffzelle mit 120 kW elektrischer Leistung. Mit diesem Gesamtsystem sollte eine Reichweite von über 900 km möglich sein. Weiter sei der Wagen geeignet für das Ziehen schwerer Anhängelasten über längere Strecken, ebenso für die Versorgung externer Verbraucher mit bis zu 15 kW für 12 Stunden über eine Steckdose am Fahrzeug. Der Wagen sollte in Kooperation mit General Motors gebaut werden.[40]

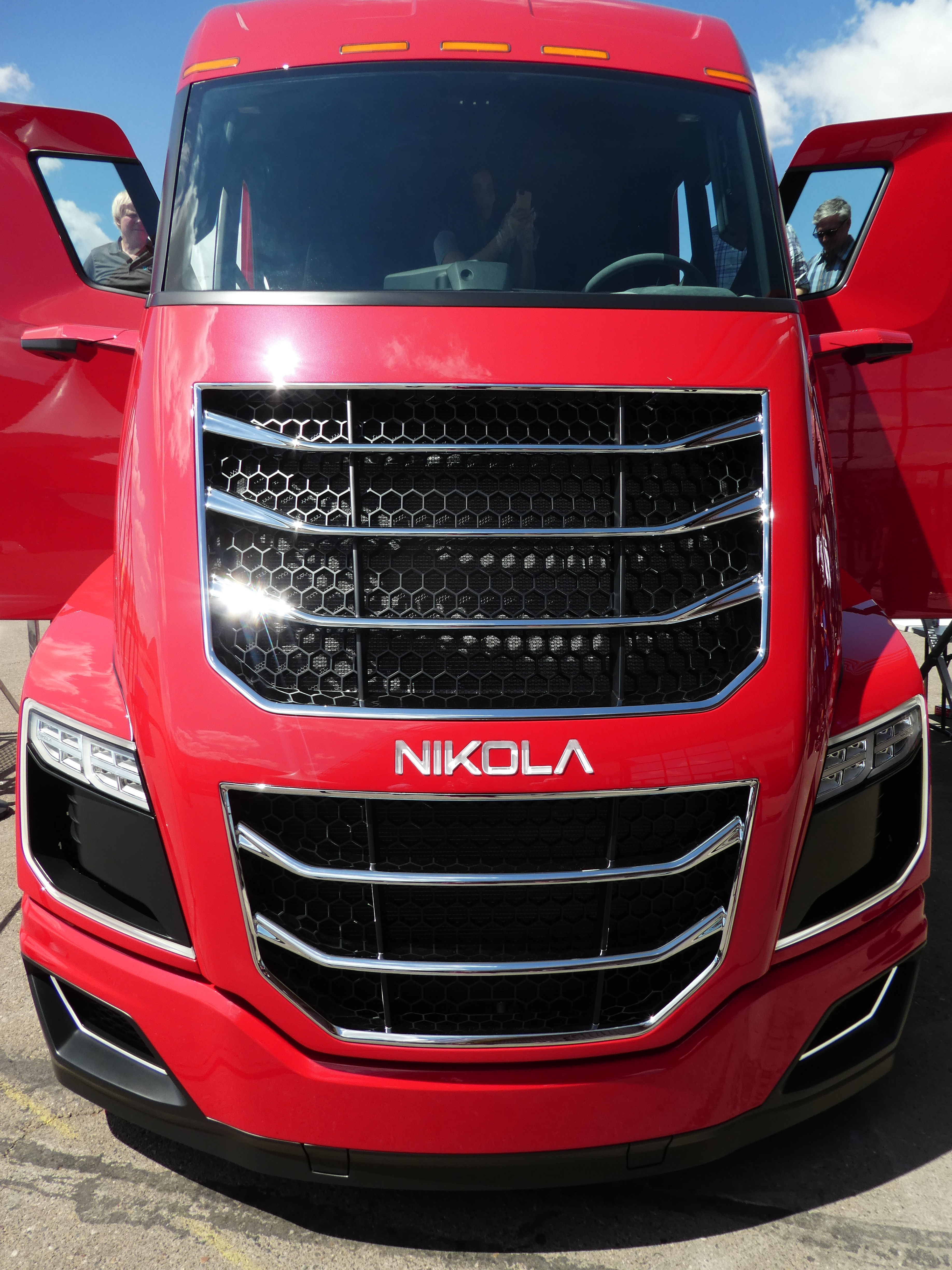
Nikola Two (Front)
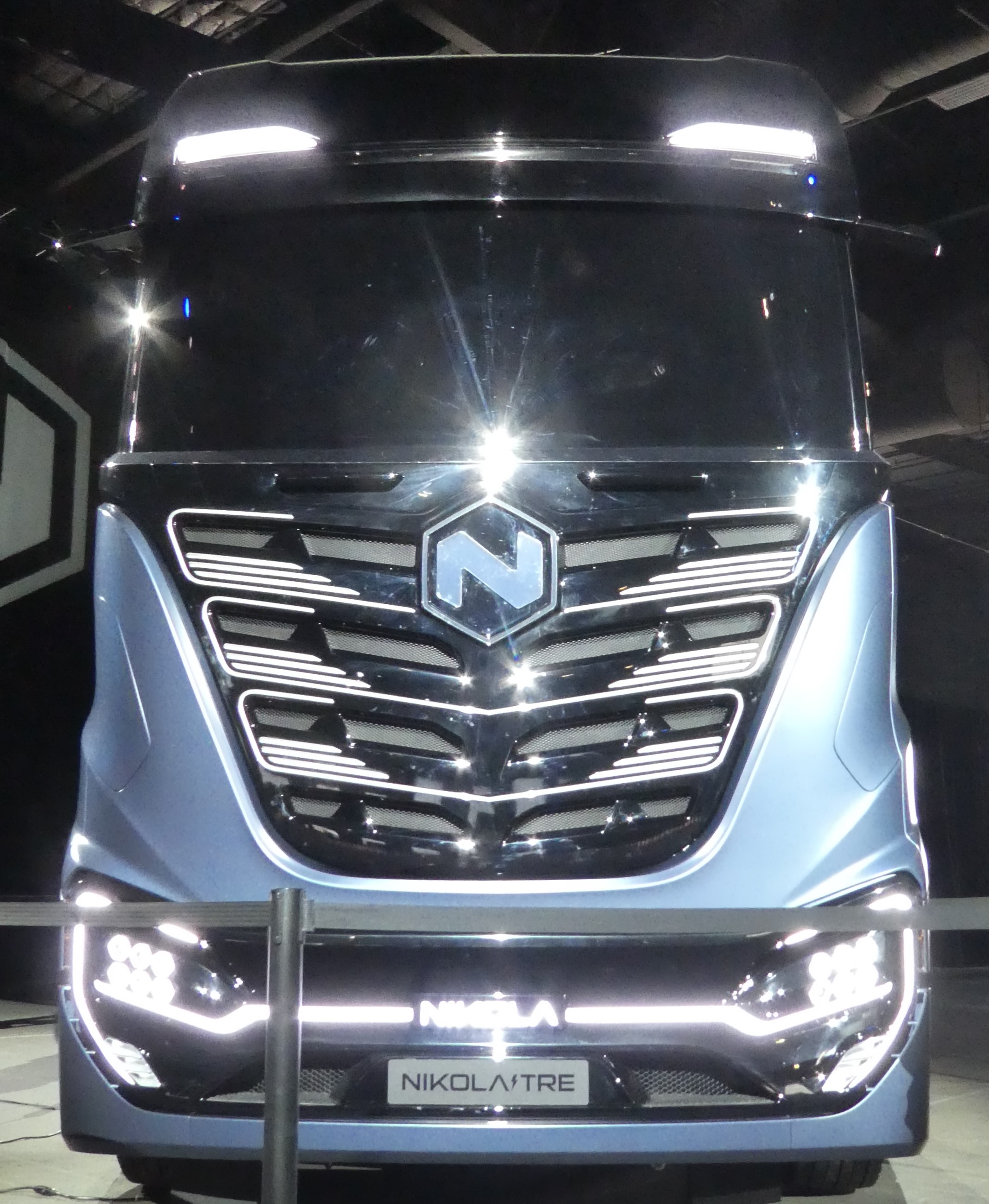
Nikola Tre (Front)
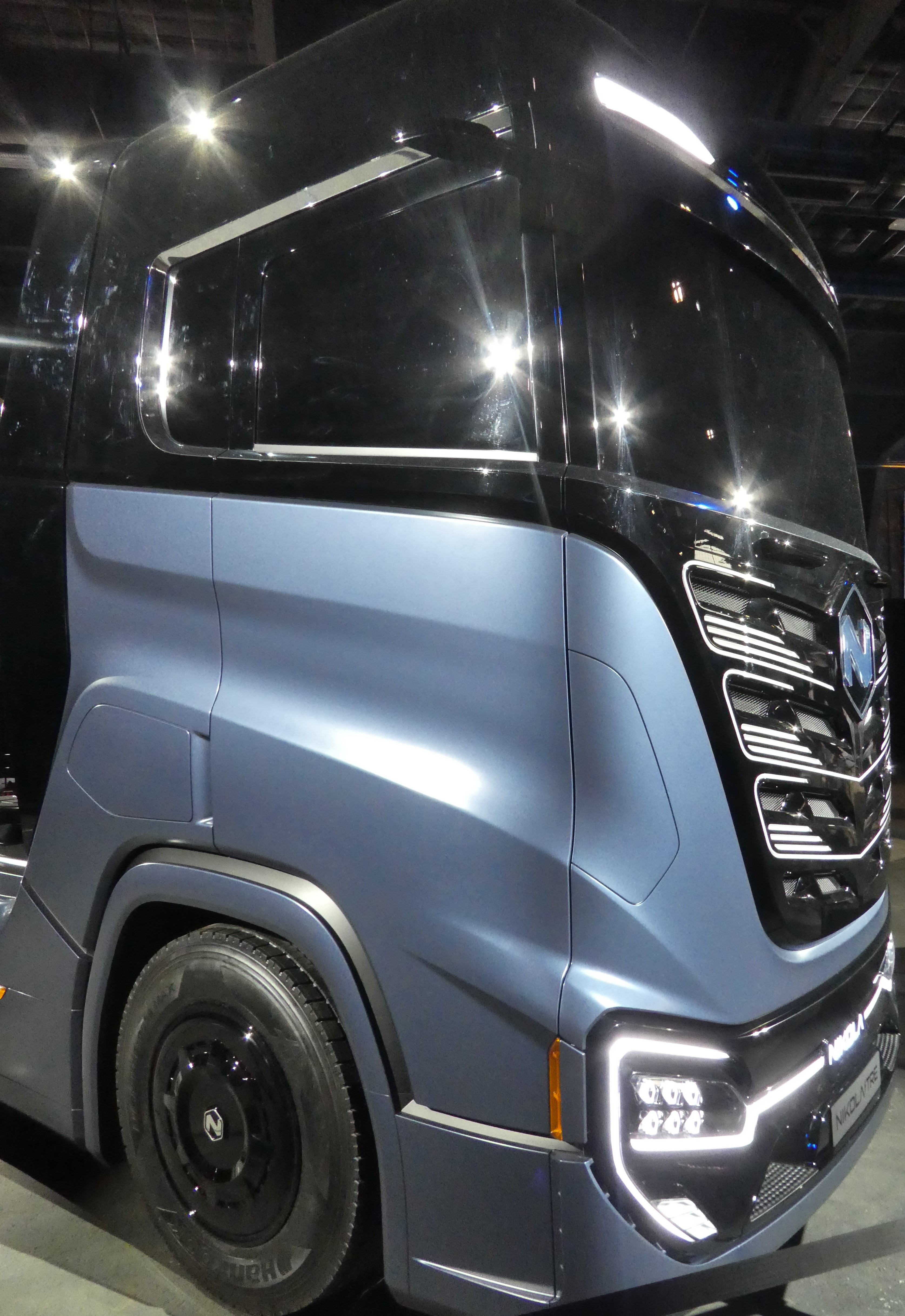
Nikola Tre (Seite)
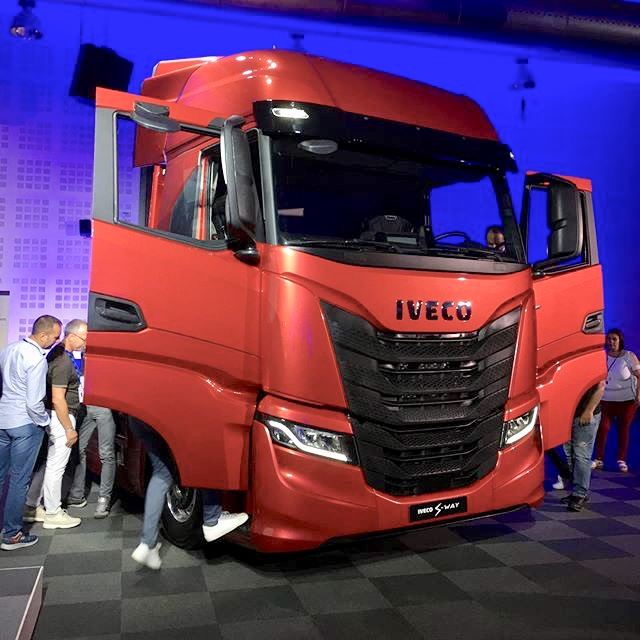
Iveco S-Way